# جورج أ. إيدي
جورج أ. إيدي (بالإنجليزية: George A. Eddy)‏ هو اقتصادي أمريكي، ولد في 15 يونيو 1907 في نيوجيرسي في الولايات المتحدة، وتوفي في 13 أبريل 1998.